# Tram van Ch'ŏngjin
De tram van Ch'ŏngjin is naast de tram van Pyongyang het tweede tramnet in Noord-Korea. De tram zorgt samen met een trolleybusnet voor het grootste deel van het openbaar vervoer in Ch'ŏngjin.

## Geschiedenis
De exploitatie van de normaalsporige en tot op heden enige tramlijn van Ch’ŏngjin startte op 21 augustus 1999. De lijn was oorspronkelijk zes kilometer lang maar werd in een eerste uitbouwfase met zeven kilometer verlengd. In een tweede fase zou daar nog acht kilometer bijkomen maar een gebrek aan middelen belette dit vooralsnog. Bovendien is de exploitatie van de bestaande lijn niet altijd gewaarborgd gelet op een tekort aan energie. De exploitatie van de lijn Pongchon - Namchongjin - Sabong gebeurt vanuit één stelplaats die gesitueerd is nabij de keerlus aan het eindpunt Sabong.